# Richard Hickman
Richard Hickman (* 5. November 1757 im Culpeper County, Colony of Virginia; † 3. Juli 1832 im Clark County, Kentucky) war ein US-amerikanischer Politiker. Zwischen 1812 und 1816 war er Vizegouverneur des Bundesstaates Kentucky.

## Werdegang
Richard Hickman wuchs während der britischen Kolonialzeit auf. Über seine Jugend und Schulausbildung ist nichts überliefert. Er war einer der ersten Siedler im Clark County, das damals noch zu Virginia gehörte. Er nahm am Unabhängigkeitskrieg teil und betätigte sich als Farmer. Ende der 1790er Jahre schloss er sich der damals von Thomas Jefferson gegründeten Demokratisch-Republikanischen Partei an. Zwischen 1793 und 1798 war er Abgeordneter im Repräsentantenhaus von Kentucky; von 1800 bis 1822 saß er mehrfach im Staatssenat. Im Jahr 1799 nahm er als Delegierter an einem Verfassungskonvent seines Staates teil.
1812 wurde Hickman an der Seite von Isaac Shelby zum Vizegouverneur von Kentucky gewählt. Dieses Amt bekleidete er zwischen 1812 und 1816. Dabei war er Stellvertreter des Gouverneurs und Vorsitzender des Staatssenats. Im Jahr 1813 führte er für einige Zeit tatsächlich die Amtsgeschäfte des Gouverneurs, während Isaac Shelby am Britisch-Amerikanischen Krieg teilnahm.
Richard Hickman war mit Lydia Calloway (1764–1835) verheiratet, mit der er fünf Kinder hatte. Er starb am 3. Juli 1832. Hickman war ein Großonkel der siebten Generation des heutigen US-Präsidenten Barack Obama.